# エヴァン・ニューマン
エヴァン・ニューマン（Evan Neumann, 1972年6月22日 - ）は、アメリカ合衆国のソフトウェア開発者である。2021年アメリカ合衆国議会議事堂襲撃事件に参加した容疑を受けてアメリカから逃亡し、ベラルーシで無期限難民となった。
当初ウクライナに逃れていたニューマンは当局による身柄引き渡しを恐れてベラルーシへと移り、政治亡命を申請して許可された。ベラルーシはアメリカ合衆国と犯罪人引き渡し条約を結んでいない。
2018年にはタブス火災の余波で火災に遭った母親宅を訪れた際に警察の警戒線を越えたために逮捕された。

## 生い立ち
ニューマンは1972年6月22日にサンタローザのホテル経営者のクラウス・ニューマン（Claus Neumann）のもとに生まれた。
マーク（Mark）という弟がいる。

## 私生活とキャリア
ヨーロッパに逃亡する前のニューマンはカリフォルニア州ミルバレーに住んでいた。彼はフリーランスのソフトウェア開発者として働いていた。
出国後に彼は米国特許商標庁から2件の特許を取得した。

## タブス火災
2018年、ニューマンはタブス火災の後にファウンテングローブで火災に遭った母親の家に近づくために警察の警戒線を越えた際に逮捕された。彼はその後の裁判で異議申し立てをしなかった。彼は40時間の社会奉仕活動と2年間の保護観察処分を言い渡された。

## 2021年議会議事堂襲撃事件
アメリカ合衆国司法省はニューマンが2021年アメリカ合衆国議会議事堂襲撃事件で警察官と対峙し、「私は死んでも構わない、君はどうだ?」と言い放ったと発表した。2022年、NPRは「バリケードを破壊し、拳と金属器で警官を殴った。彼は数時間のうちに少なくとも4人の警官に暴行を加えたとされる」という彼に対する連邦起訴状を引用した。
襲撃事件後、ニューマンはFBIによる逮捕から逃れるためにウクライナへと逃亡した。
2021年8月、ニューマンはウクライナ当局からの尾行を懸念し、ピンスク近郊から徒歩でベラルーシに渡り、アメリカ合衆国での「政治的迫害」に直面しているとして亡命を求めた。
2021年11月、彼はベラルーシの国営テレビ局であるベラルーシ1のインタビューを受け、自身に対する容疑を否認した。
2021年12月10日、大陪審は警察官への暴行、暴力的な侵入を含む14件の罪で彼を起訴した。
2022年3月にニューマンはベラルーシ政府から亡命を認められた。彼はブレストに住んでいる。
ニューマンはFBIの最重要指名手配犯である。